# Августовка (Багратіоновський район)
Августовка (рос. Августовка) — селище Багратіоновського району, Калінінградської області Росії. Входить до складу Долгоруковського сільського поселення.
Населення — 17 осіб (2015 рік).

## Географія
Селище розташоване за 5 км від районного центру — міста Багратіоновська, 32 км від обласного центру — міста Калінінграда та 1090 км від Москви.

## Історія
До 1946 року сучасне село складалося з 3 окремих частин: Дранґзіттен, Ґрафентин та Йонкен.

## Населення
За даними перепису 2010 року, у селі мешкало 17 осіб, з них 8 (47,1 %) чоловіків та 9 (52,9 %) жінок. Згідно з переписом 2002 року, у селі мешкало 30 осіб, з них 15 чоловіків та 15 жінок.